# Стожариха
 Стожариха  — деревня в Кирово-Чепецком районе Кировской области в составе Бурмакинского сельского поселения.

## География
Расположена на расстоянии менее 2 км на восток от северной части села Бурмакино.

## История
Известна с 1671 года как починок Федки Грудцына с 2 дворами,  в 1764 33 жителя, в 1802 4 двора. В 1873 в починке Андрея Кокорина (Кокориха) дворов 4 и жителей 46, в 1905 4 и 25, в 1926 (деревня Кокориха) 4 и 31, в 1950 5 и 17, в 1989 оставался 1 постоянный житель.

## Население
Постоянное население составляло 5 человек (русские 100%) в 2002 году, 2 в 2010.